# جوستين جاكسون (لاعب كرة سلة كندي)
جوستين جاكسون (18 فبراير 1997 في كندا - ) هو لاعب كرة سلة كندي في مركز هجوم صغير الجسم. لعب مع ميريلاند تيرابينز ‏.

## وصلات خارجية
- جوستين جاكسون (لاعب كرة سلة كندي) على موقع الاتحاد الدولي لكرة السلة (الإنجليزية)
- جوستين جاكسون (لاعب كرة سلة كندي) على موقع سبورتس رفرنس (الإنجليزية)
- جوستين جاكسون (لاعب كرة سلة كندي) على موقع كرة السلة الأوروبية.كوم (الإنجليزية)
- جوستين جاكسون (لاعب كرة سلة كندي) على موقع كلية كرة السلة في سبورتس رفرنس.كوم (الإنجليزية)
- جوستين جاكسون (لاعب كرة سلة كندي) على موقع ريلجم (الإنجليزية)
- جوستين جاكسون (لاعب كرة سلة كندي) على موقع بروبوليرز (الإنجليزية)
- جوستين جاكسون (لاعب كرة سلة كندي) على موقع سبورتس رفرنس (الإنجليزية)